# Pinebluff
Pinebluff is een plaats (town) in de Amerikaanse staat North Carolina, en valt bestuurlijk gezien onder Moore County.

## Demografie
Bij de volkstelling in 2000 werd het aantal inwoners vastgesteld op 1109.
In 2006 is het aantal inwoners door het United States Census Bureau geschat op 1333, een stijging van 224 (20.2%).

## Geografie
Volgens het United States Census Bureau beslaat de plaats een oppervlakte van
6,3 km², waarvan 6,2 km² land en 0,1 km² water. Pinebluff ligt op ongeveer 115 m boven zeeniveau.

## Plaatsen in de nabije omgeving
De onderstaande figuur toont nabijgelegen plaatsen in een straal van 12 km rond Pinebluff.